# Handball-Oberliga Baden-Württemberg der Männer 2008/09
Die Handball-Oberliga Baden-Württemberg 2008/09 wurde unter dem Dach der Handballverbände Baden, Südbaden sowie  Württemberg organisiert. Sie ist die höchste Spielklasse des Verbundes und war unterhalb der Regionalliga als vierthöchste Spielklasse im deutschen Ligensystem eingestuft.

## Saisonverlauf
Die Handball-Oberliga Baden-Württemberg 2008/09 war die neunte Ausspielung dieser Handballliga.

### Modus
Sechzehn Mannschaften spielten eine Vor- und Rückrunde. Nach Abschluss der daraus resultierenden Spieltage sind der Meister und Vizemeister in die Regionalliga Süd aufgestiegen. Vier Mannschaften mussten in die vom Badischen-, Südbadischen- und Württembergischen-Handballverband organisierten Ligen absteigen.

## Teilnehmer
Nicht mehr dabei waren die Auf- und Absteiger der Vorsaison. Neu hinzukamen die Absteiger (A) der Regionalliga Süd und die Aufsteiger (N) aus den Verbandsligen.

Handballverband Baden

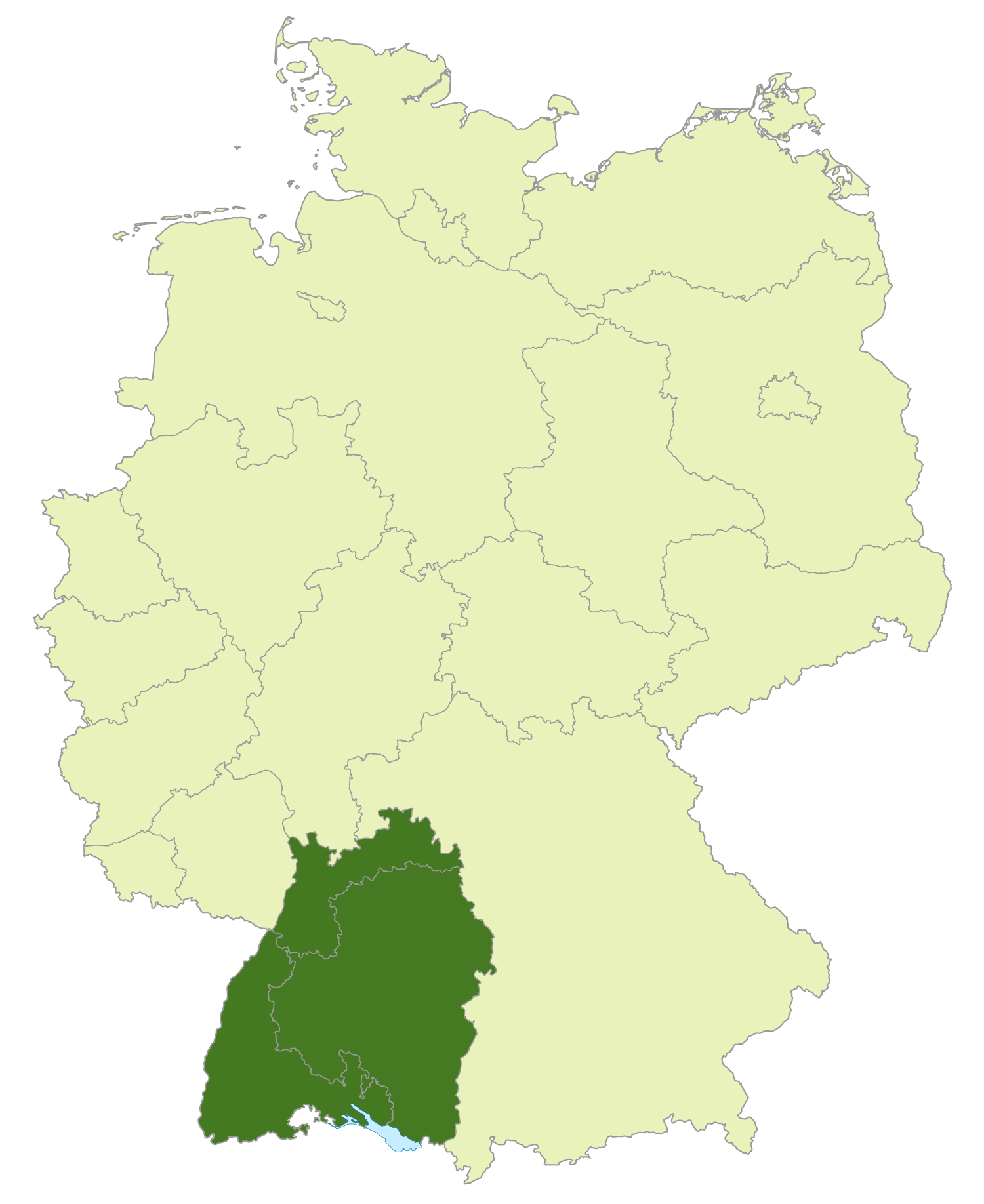
Bereich Handball-Oberliga
Baden-Württemberg

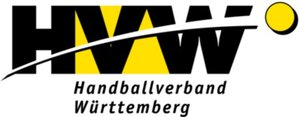
Handballverband Württemberg

### Abschlussplatzierungen
|  1. SG Leutershausen  2. HBW Balingen-Weilstetten II - 3. TV Germania Großsachsen - 4. SG Pforzheim/Eutingen - 5. SV Fellbach - 6. TSV Altensteig - 7. BSV Phönix Sinzheim - 8. TV Oppenweiler - 9. TuS Helmlingen - 10 HV Stuttgarter Kickers (N) - 11 TB 1882 Kenzingen (N) - 12 TSV Birkenau (A)  13. TSV Schmiden  14 MTG Wangen (N)  15. TuS Schutterwald  16. SG 07 St.Leon (N) |

(A) = Absteiger aus der Regionalliga Süd (N) = neu in der Liga (R) = Rückzug
  Meister und Aufsteiger zur Regionalliga Süd 2009/10
 Aufsteiger zur Regionalliga Süd 2009/10
- Für die Oberliga 2009/10 qualifiziert